# Pola (Petite-Pologne)
Pour les articles homonymes, voir Pola.
Pola est une localité polonaise de la gmina de Biecz, située dans le powiat de Gorlice en voïvodie de Petite-Pologne.